# II. Theodórosz nikaiai császár
II. Theodórosz Laszkarisz, magyarosan II. Teodor (görögül: Θεόδωρος Β΄ Δούκας Λάσκαρις, (İznik, 1221. december vagy 1222 – İznik, 1258. augusztus 18.) nikaiai császár 1254-től haláláig.

## Élete
A beteges, éppen ezért rövid életű II. Theodórosz édesapjához, III. Ióannészhoz hasonlóan kiváló képességű hadvezér volt. Legfontosabb tette az volt, hogy két hadjáratban (1255; 1256) leverte a trákiai bolgárok lázadását, és több bolgár területet is császárságához csatolt.
| Előző uralkodó: III. Ióannész | Bizánci császár 1254 – 1258 (Nikaiában) | Következő uralkodó: IV. Ióannész |